# Hunter Hunted
Hunter Hunted (engl. gejagter Jäger) ist ein 2D-Actionspiel, welches 1996 für den PC erschienen ist. Das Spiel wurde von Sierra On-Line entwickelt.

## Handlung

### Vorgeschichte
Die Erde wurde Ende des 20. Jahrhunderts von Aliens überfallen, welche in wenigen Tagen fünf Milliarden Menschen umgebracht haben. Das heißt, fast die gesamte Menschheit wurde ausgerottet. Die Überlebenden wurden von den so genannten Meistern versklavt. Auch dem Planeten Kullrath erging es ähnlich wie der Erde. Der Planet wurde von den Bestien bewohnt, welche nun von den Meistern in Lager auf die Erde verschleppt wurden.

### Spielverlauf
Das Spiel ist im Jahre 2015 angesiedelt. Die Meister hätten leicht die Bestien und Menschen komplett ausrotten können, doch stattdessen lassen sie beide Rassen gegeneinander in Arenen antreten.
Der Spieler steuert entweder Jake (Mensch) oder Gerro Denn (Bestie). Beide haben unterschiedliche Fähigkeiten. Die ersten acht Missionen im Einzelspieler-Modus sind Tutorial-Level, die dem Spieler die Steuerung näher bringen. Die nächsten 22 zeigen dem Spieler die Umgebung, Gegner, Waffen und andere Objekte. Es folgen 35 Missionen, in denen der Spieler Jäger oder Gejagter ist. Nun gibt es optional noch 35 Mehrspielermissionen (15 im Kooperationsmodus und 20 im Deathmatchmodus). Während der Einspielermissionen muss Jake versteckte Bauteile für ein Fluchtfahrzeug finden, um den Meistern zu entfliehen. Doch davon wollen ihn und Gerro Denn sieben verschiedene Gegner abhalten, welche mehr oder weniger stark gegen die beiden vorgehen. Doch den beiden Protagonisten stehen auch acht unterschiedliche Waffen zur Verfügung (und selbst ohne Waffen können sich beide noch mit Faustschlägen wehren). Neben den Fahrzeugteilen sind auch noch andere Power-ups wie Nahrung, Medipacks, Gegengift, Rüstungsteile und Munition in den Levels versteckt und können Jack und Gerro Denn sehr nützlich sein.

## Titelliste
Die Musik auf der Spiele-CD kann auch in einem normalen CD-Spieler wiedergegeben werden.
- Hunter Hunted (Data Track)
- Shock Wave
- Oblivion
- Titanium Tide
- Rampant
- Time
- Altered Reality
- Stone Soul
- Revenge
- Damage
- Song #10

## Pressestimmen
- Stimmungsvolle SVGA-Grafik und ein aufwendiges Leveldesign sorgen für Abwechslung., PC Action